# Côte de Saint-Roch
Côte de Saint-Roch is een helling in de Belgische provincie Luxemburg. De beklimming in Houffalize begint bij het Tankmonument over de Rue Saint-Roch en is vooral bekend van de wielerklassieker Luik-Bastenaken-Luik. De klim is in tegenstelling tot de andere hellingen in de buurt erg kort en extreem steil met een maximum van 18%. Omdat de beklimming vlak na het keerpunt in Bastenaken ligt, valt er zelden de beslissing, maar draagt deze wel bij aan de moeilijkheidsgraad van het heuvelachtige parcours.
Côte de la Roche-en-Ardenne · Côte de Saint-Roch · Côte de Mont-le-Soie · Côte de Wanne · Côte de Stockeu · Côte de la Haute-Levée · Côte du Rosier · Côte du Maquisard · Côte de la Redoute · Côte de Sprimont · Côte des Forges · Côte de la Roche-aux-Faucons

Voormalige beklimmingen: Côte de Ny · Mont-Theux · Côte de la Vecquée · Côte de Colonster · Côte du Sart-Tilman · Côte de Saint-Nicolas · Côte de la Rue Naniot · Ans